# Peter Kellner (Journalist)
Peter Kellner (geboren 2. Oktober 1946 in Lewes) ist ein britischer Journalist und Wahlforscher.

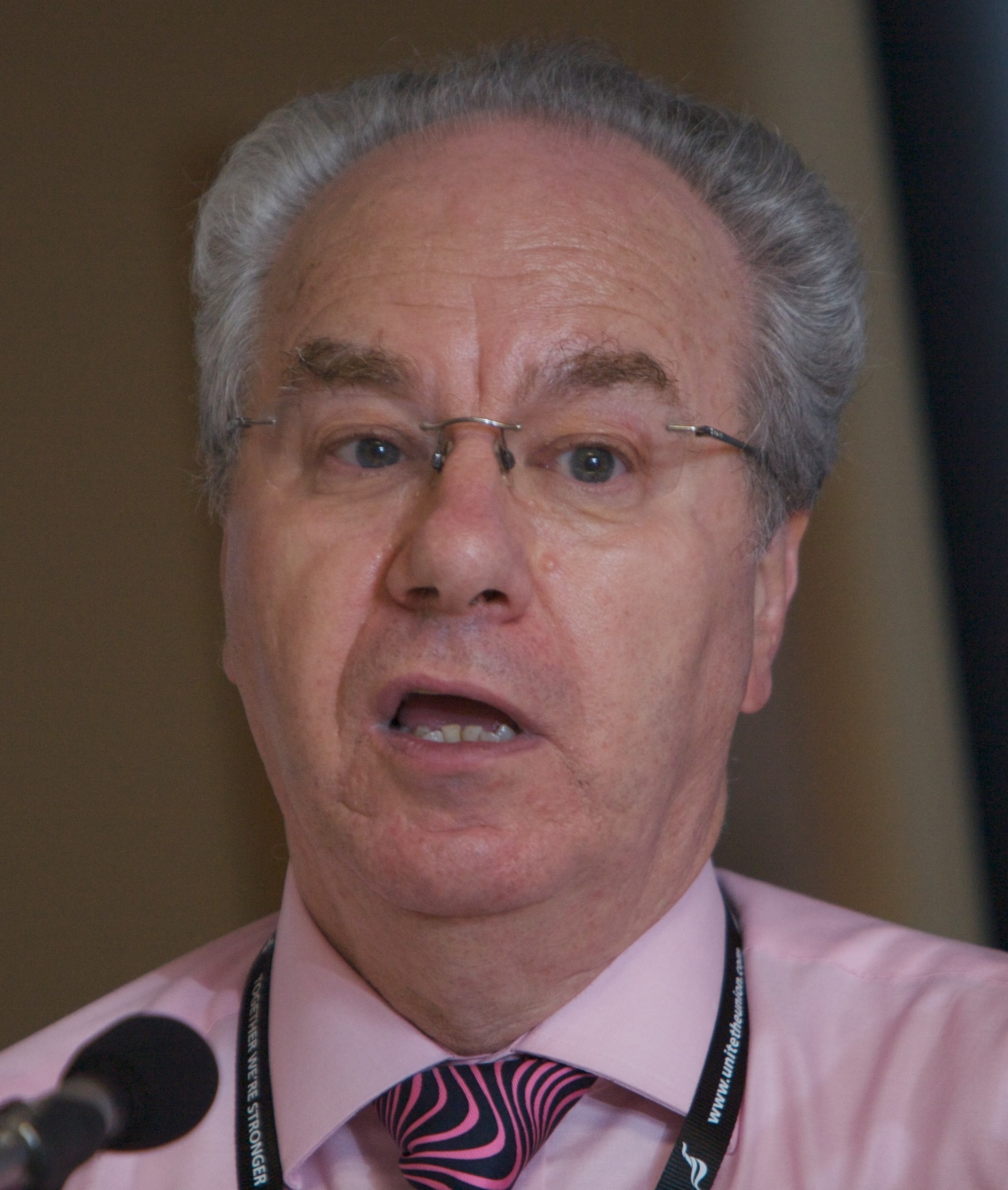
Peter Kellner (2009)

## Leben
Peter Jon Kellner ist ein Enkel des österreichisch-israelischen Pädagogen Viktor Kellner und Sohn des Michael Kellner, der 1938 nach dem Anschluss Österreichs nach Palästina geflohen war und dann nach England ging, wo Peter Kellner geboren wurde. Peter Kellner studierte Ökonomie und Statistik am King’s College der Universität Cambridge mit einem Magister-Abschluss. 
Er arbeitete nach dem Studium als politischer Analyst für die BBC-Nachrichtensendung Newsnight. Im Jahr 2001 wurde er von den Besitzern Stephan Shakespeare und Nadhim Zahawi als Vorstand an das Wahlforschungsinstitut YouGov geholt und erwarb bis 2005 einen Firmenanteil von 6 %. Seit 2007 bis 2016 war er Präsident von YouGov.
Zwischen 1969 und 2003 schrieb Kellner auch für die Zeitungen The Sunday Times, den New Statesman, The Independent, The Observer und für den Evening Standard. 
Er war Fellow am Nuffield College in Oxford und arbeitete für das Institute for Policy Studies, London.
Die Political Studies Association ehrte ihn 2011 mit einem Preis für seine verständliche Vermittlung der Zahlen aus Wahlergebnissen. Kellner wurde 2023 zum Commander of the Order of the British Empire (CBE) ernannt.
Kellner hat aus erster Ehe, die 1988 geschieden wurde, drei Kinder. Er ist seither mit der Labour-Abgeordneten Catherine Ashton verheiratet, sie haben zwei Kinder.

## Schriften (Auswahl)
- Christopher Hitchens, Peter Kellner: Callaghan: The Road to Number 10. Cassell, 1976
- Norman Crowther Hunt, Peter Kellner: The Civil Servants: an Inquiry into Britain's Ruling Class. 1980
- Democracy: 1,000 Years in Pursuit of British Liberty. Mainstream, 2009